# Canthidium gracilipes
Canthidium gracilipes là một loài bọ cánh cứng trong họ Bọ hung (Scarabaeidae).